# Ana-Marija Begić
Ana-Marija Begić (Split, 17. siječnja 1994.) je hrvatska košarkašica. Članica je španjolskog Campus Prometea.
Do 2008. bila je članica Croatie, s kojom je 2007./2008. došla do finala prvenstva Hrvatske za mlađe kadetkinje. Sljedeće sezone, 2008./2009. zaigrala je za Medveščak, s kojim je osvojila kadetsko prvenstvo Hrvatske. Iste godine skoro je osvojila i juniorsko prvenstvo, premda su cijelu utakmicu protiv Zadra vodile, no izgubile su u produžetku. Kadetsko prvenstvo osvojila je s Medveščakom i 2009./2010., a napokon i juniorski naslov. Bila je proglašena za najkorisniju igračicu završnice juniorskog prvenstva Hrvatske 2011./2012., koje su košarkašice Medveščaka osvojile treći put zaredom. Begić je bila generacije 1993./94. ( Ana-Marija Begić, Ivana Tikvić, Anja Majstorović, Marija Radoš, Lana Pačkovski i Dana Šarić) koja je sve naslove, osim juniorske u sezoni 2011./2012., superiorno osvajale protiv starijih igračica. Prvi međunarodni nastup u europskim kupovima imala je protiv Sony Athinaikosa u Zagrebu u sezoni EuroCupa 2009./2010.
Članica hrvatske ženske reprezentacije kadetkinja koja je 2009. godine u Talinnu bila europski viceprvak B divizije i plasirala se u A diviziju, zbog čega je dobila Nagradu Dražen Petrović. Igrala je 2010. za Hrvatsku na europskom prvenstvu igračica do 16 godina. Peterac iz Medveščaka čiji je dio bila Begić napravio je najveći uspjeh u povijesti hrvatske ženske košarke, kad je na tom europskom prvenstvu Europe u Grčkoj osvojio srebro, porazom od Ruskinja u finalu, koje su prethodno dobile. Na juniorskom EP u Miskolcu 2011. Begić je bila treći strijelac Hrvatske, a Hrvatska je pobijedila u diviziji B i vratila se u diviziju A. Na juniorskom EP 2012. u Bukureštu nije osvojeno očekivano odličije niti se plasiralo na EP do 19 u Litvi 2013., ali je osvojeno sedmo mjesto, što je najbolji uspjeh Hrvatske u Europi otkako se natječe u ovoj konkurenciji. Begić je bila hrvatski treći stijelac. Sezone 2012./13., Medveščakov dres nosilo je čak osam reprezentativnih igračica: Anja Majstorović, Ana-Marija Begić, Ivana Tikvić, Iva Todorić, Marina Lidija Kalebić, Nina Premasunac, Ružica Džankić i Marija Radoš Igrala na europskom prvenstvu seniorki 2015. godine.